# 립스틱 (영화)
립스틱(Lipstick)은 미국에서 제작된 라몽 존슨 감독의 1976년 드라마, 스릴러 영화이다. 마고 헤밍웨이 등이 주연으로 출연하였고 프레디 필스 등이 제작에 참여하였다.

## 출연

### 주연
- 마고 헤밍웨이
- 마리엘 헤밍웨이

### 조연
- 크리스 서랜던
- 앤 밴크로프트
- 페리 킹

## 제작진
- 미술: 로버트 루트하르트
- 의상: 조디 린 틸렌
- 배역: 메리 골드버그